# Áureo Ameno
Áureo de Souza Ameno (Oliveira, 9 de julho de 1933) é um advogado, jornalista e radialista brasileiro.
Iniciou sua carreira na comunicação no ano de 1954, no Rio de Janeiro, fazendo uma cobertura improvisada por telefone da morte do ex-presidente Getúlio Vargas para a Rádio Globo. Foi contratado pela emissora no ano seguinte.
Formou-se em Direito pela antiga Faculdade do Catete.
Foi redator do Repórter Esso (1961 a 1966), atuou na BBC de Londres, redator da agência United Press e trabalhou em diversas emissoras de rádio, destacando-se a já citada Rádio Globo (onde chegou a chefia de jornalismo), bem como as emissoras Tupi e Haroldo de Andrade. Na Agência Nacional, foi responsável por mudanças no programa A Voz do Brasil.
Além disso, foi professor de Comunicação na Universidade Gama Filho e é Doutor em Direito Penal.
Celebrizou-se na crônica esportiva. Torcedor apaixonado do Club de Regatas Vasco da Gama, pôde efetuar várias viagens ao redor do mundo na cobertura de eventos futebolísticos. Áureo Ameno foi também vereador eleito da cidade do Rio de Janeiro durante uma legislatura. Como edil, ficou célebre o seu projeto (aprovado) da criação do bairro de Vasco da Gama, desmembrando-o de São Cristóvão e englobando o entorno do estádio de São Januário.
Destacou-se também como debatedor no quadro Debates Populares do Programa Haroldo de Andrade. Mais tarde, tornou-se produtor executivo da mesma atração, até a morte de seu titular e apresentou o programa "Tarde Especial", na Rádio Canção Nova.
Foi comentarista esportivo da Rádio Transamérica do Rio de Janeiro até 2015, quando saiu da emissora.